# Popești (Argeș)
Popești is een Roemeense gemeente in het district Argeș.
Popești telt 2326 inwoners.